# Ernst Friedrich Langhans
Ernst Friedrich Langhans (* 2. Mai 1829 in Wimmis; † 17. April 1880 in Bern) war ein reformierter Theologe liberaler Richtung aus der Schweiz. 
Ernst Friedrich war der Sohn des Pfarrers Daniel Friedrich Langhans und dessen erster Ehefrau Elisabeth Kernen. Er hatte drei Geschwister, sein  Bruder war der Theologe Eduard Langhans.
Er wurde 1855 Pfarrer in Lauenen und 1858 an der psychiatrischen Klinik Waldau. 1866 gründete er den Kirchlichen Reformverein des Kantons Bern, der später ein Zweig des 1871 gegründeten Schweizerischen Vereins für freies Christenthum wurde, und kämpfte für die Anliegen dieses Vereins auf Synoden und in Zeitschriften. 1871 wurde er ausserordentlicher und 1876 ordentlicher Professor für systematische Theologie an der Universität Bern. 

## Werke (Auswahl)
- Pietismus und Christentum im Spiegel der äusseren Mission. Wigand, Leipzig 1864. (Digitalisat)
- Pietismus und äussere Mission vor dem Richterstuhl ihrer Vertheidiger. Wigand, Leipzig 1866. (Digitalisat)
- Das Christentum und seine Mission im Lichte der Weltgeschichte. Schmidt, Zürich 1875. (Digitalisat)